# Informele reorganisatie
Informele reorganisatie is een herstructurering van een (deel van een) onderneming of organisatie die in financieel zwaar weer verkeert, ter voorkoming van surseance of faillissement. De herstructurering vindt grotendeels plaats buiten wettelijke kaders en streeft ernaar de gezondheid van een onderneming of organisatie te herstellen, het waardeverlies te beperken en de belangen van alle betrokken partijen te beschermen.
Bij een interne reorganisatie worden vier fasen doorlopen: stabilisatie, analyse, herpositionering en versterking van de onderneming of organisatie. 